# Startopia
Startopia — стратегия в реальном времени для PC, созданная Mucky Foot Productions (бывшими работниками Bullfrog) и выпущенная Eidos Interactive. Игрок становится администратором разных заброшенных космических станций с заданием вернуть им былую славу.

## Обзор
Космические станции в игре имеют форму Стенфордского тора. По предыстории игры, недавно закончилась разрушительная галактическая война, после которой многие расы всё ещё отстраивают свои общества. Часть этих восстановлений включает в себя возрождение космических станций заброшенных во время войны. У каждого нанимателя игрока своё предназначение для своей станции.
Игрок не имеет прямого контроля над посетителями, которые бродят по станции. Вместо этого он проектирует разнообразные постройки, с помощью дроидов-сказзеров их возводит, а также нанимает для них персонал из числа всё тех же пришельцев-посетителей. Чтобы остаться на станции необходимо обеспечить всех посетителей и жителей станции предметами первой необходимости, а также отдыхом и развлечениями. Каждый тип посетителей подходит для своих задач, а также каждый пришелец имеет собственный набор характеристик, определяющий его ценность как работника. Фактическая цель для игрока колеблется от одного сценария к другому: в каких-то миссиях поставлены экономические цели (например, набрать 100000 энергии к определённому сроку), в других от игрока требуется выполнение конкретной задачи, например вылечить в своих больницах 100 больных или захватить всю станцию с помощью силы.

### Палубы
У каждой станции имеется три палубы, хотя в начальных миссиях могут использоваться только две из них, а то и вовсе одна. Перемещаются пришельцы между ними через лифты-телепортеры.

#### Технологическая палуба
Самая «нижняя» (наружная по вращению) палуба станции. На этой палубе расположены необходимые средства для работы станции, включая комнаты отдыха, генераторы, причалы, фабрики, а также порты, через которые на станцию прибывают корабли с торговцами и посетителями.

#### Палуба наслаждений
Палуба наслаждений предназначена в основном для отдыха и является экономическим центром любой станции. Здесь пришельцы тратят больше всего своих сбережений, при условии что построены магазины и аттракционы. Незаменимая палуба чтобы поддерживать счастье ваших посетителей на нужном уровне.

#### Био-палуба
Эта палуба покрыта нано-почвой, способной симулировать условия любой обитаемой планеты. Эта палуба используется гостями и работниками для отдыха «на природе». Также, эта почва плодородна, так что может быть использована для выращивания деревьев и кустов, которые впоследствии могут быть упакованы и проданы торговцам или в магазинах. Монахи Зедем строят на этой палубе свои звёздные храмы. Из-за того, что био-палуба отделена от космоса прозрачным материалом, эта палуба опасна во время метеоритных дождей.

## Расы

### Грулиенские солёные боровы
Опора и надежда любой станции, они — промышленные рабочие. Их можно приставить как к переработчику (агрегат, перерабатывающий мусор в энергию), так и к фабрике. Они, как и большинство пришельцев имеют более-менее человекоподобное тело. Однако, лицо их похоже одновременно и на свиной пятачок и на клюв экзотической птицы. Могут быть использованы как военная сила.

### Тайгорианские грекка тарги
Маленькие насекомоподобные инопланетяне. Они эксперты в коммуникациях, так что их можно использовать для обслуживания систем связи. Также могут участвовать в военных действиях.

### Греи
Самые стереотипные гуманоиды, имеют внешность «розуэллских серых человечков». Наиболее сильны в медицине, но могут также использоваться и в войне за территорию.

### Даханские сирены
Из всех рас они более всего похожи на людей. Они стройны и красивы, а из одежды предпочитают только плавки и купальники, что объясняется их нелюбовью к материальным ценностям. Они работают в «гнёздах любви» на палубе удовольствий, утешая одиноких пришельцев и даруя им радость любви. К слову, это единственная раса, у которой есть видимые отличия между полами. В войнах не участвуют по этическим соображениям.

### Касвагорианцы (или Горы)
Они воинственны, они брутальны, они оранжевы. Главная военная сила любого администратора. Могут работать в центре безопасности.

### Кармарамы
Фиолетовые, четырёхрукие пришельцы. Их волосы представляют собой нечто среднее между щупальцами и дредами. Они стереотипные хиппи и будучи нанятыми выращивают растения на биопалубе. Против войны всей своей сущностью.

### Турраккены
Двухголовые учёные, которые проводят много времени в лабораториях, изучая новые или улучшая старые технологии. Будучи типичными «нердами», турраккены часто пользуются услугами даханских сирен. Не воюют, предпочитая во время пальбы бегать кругами в панике.

### Монахи Зедема
Крайне религиозные существа, стараются донести свою веру до каждого существа на станции. Искупают грехи тем, кто ищет искупления, конвертируя их в кающихся. За каждого «конвертированного» их комитет компенсирует администратору потерю платёжеспособного посетителя кругленькой суммой. Обитают в основном вокруг собственного храма на биопалубе, который строит там самый первый нанятый монах. Высокие, худощавые, носят красные робы. В войнах, конечно же, не участвуют и питают острую ненависть к сиренам.
Каждый нанятый монах Зедем улучшает Храм, добавляя к нему свой обелиск с иероглифом. Чтобы полностью обустроить Храм, нужно 12 монахов. Когда накапливаются 12 кающихся послушников, монахи проводят в своём Храме мистический Ритуал, в ходе которого эти 12 кающихся послушников исчезают.

### Полвакианские алмазные слизни
Слизняки — богачи галактики. Поэтому их нельзя заставить работать на станции. Если они хорошо себя чувствуют, то их тела создают светящееся вещество, которое даёт много энергии. Как и любые другие аристократы, слизняки смотрят свысока на низший класс рабочих, из-за чего у них постоянно возникают конфликты с трудолюбивыми грулианскими солёными боровами. Поскольку нанять их нельзя, соответственно и в вооружённом противостоянии администраторов участвовать они не будут.

### Торговля с расами
Регулярно мимо станции пролетают торговцы от разных рас, а также Арона Даал. Для торговли абсолютно необходимо иметь порт для приёма кораблей торговцев и коммуникационный узел, для работы на котором нужно нанять трёх грекка таргов. Также весьма желательно иметь хотя бы один склад для хранения ящиков с товарами - вне склада товары довольно быстро портятся. Каждая раса имеет свои предпочтения в покупке и продаже разных товаров. Различается не только ассортимент товаров на продажу или покупку, но и очень сильно различаются цены. Дёшево покупая товары у одних рас и дорого продавая товары другим расам можно вести весьма прибыльную торговлю!

### Другие расы

#### Саботёры
Обычно нанятые конкурентом, саботёры проберутся на станцию и установят бомбу или убьют кого-нибудь. Они могут попытаться пройти как гости или телепортироваться. Так как на станции есть детекторы взрывчатки, то при активации бомбы у игрока будет короткое время чтобы найти её и обезвредить. Бомбу может обезвредить сказзер охраны, а ещё её можно просто взять и выбросить в мусор или в космос, когда открыт порт для космических кораблей, ну или хотя бы отнести в дальний угол и бросить, чтобы бомба взорвалась вдалеке от инопланетян и полезных сооружений.

#### Арона Даал
Загадочный космический торговец, иногда предлагающий довольно редкие вещи (хоть и по весьма завышенным ценам). В его диалогах масса отсылок к Терри Пратчетту, в частности к его персонажу Себя-Режу-Без-Ножа Достаблю.

#### Сказзеры
Маленькие жёлтые роботы, производящие очистку местности от мусора, строящие, обслуживающие и ремонтирующие здания. Имеют маркировку: I, II и III. Первые передвигаются на ногах, вторые на гусеницах, третьи, самые быстрые — на реактивной тяге. Чем быстрее сказзер, тем больше у него тратится запас энергии и тем чаще его нужно перезаряжать. Также существуют охранные сказзеры. Они выглядят во многом похоже на сказзеров марки I, но имеют сине-белую раскраску «под полицию». Адаптированы для боевых действий, поэтому имеют встроенный лазерный бластер и устройство, позволяющее взламывать интерфейс переборки, что необходимо для захвата территорий у конкурентов.

#### Кающиеся
Созданы из обычных пришельцев путём конвертирования и отпущения грехов Зедемскими монахами. Носят большие, неудобные, красные с золотым одеяния как напоминание о своих грехах. Однажды покаявшись, пришелец больше не будет работать и никогда больше не вернётся к прежнему виду. Кающихся недолюбливают все расы кроме Зедемских монахов. Когда накапливаются 12 кающихся, монахи Зедем проводят в полностью обустроенном Храме мистический Ритуал, в ходе которого все 12 кающихся исчезают.

#### Космические вредители
Грызуны, живущие в замусоренных местах и разносящие заразу. Расстраивают пришельцев, любящих чистоту — например, алмазных слизней.

#### Мимау
Милое котообразное существо, часто появляющееся на замусоренных станциях. Если будет есть слишком много мусора, станет заразным и любой пришелец, пригревший его, станет инфицирован страшным паразитом — скрашером. В одной из миссий можно купить несколько котов у Ароны Даала и выпустить их на биопалубу, откуда они не смогут добраться до мусора.

#### Скрашер
Огромный и очень опасный паразит, развившийся внутри жертвы, инфицированной мимау. Если паразита вовремя не удалить в больнице, он просто разрывает носителя на части и начинает уничтожать всё что только видит на своём пути. Трудноубиваемый и агрессивный.

## Настроение
У каждого инопланетянина есть настроение, которое отображается в виде смайлика над головой. Инопланетянин может радоваться, когда у него всё хорошо, скучать, голодать, хотеть сна, а также быть преступником. Преступники вредят: тураккен-преступник мешает научным исследованиям, сирена-преступник вместо любви даёт ненависть, грей-преступник вместо того, чтобы лечить в госпитале, вредит здоровью пациентов, тарг-преступник мешает переговорам с кораблями, монах-преступник может превращать в преступников других инопланетян. Преступников надо выявлять, как можно быстрее! Полицейский сказзер арестовывает преступника и конвоирует его в тюрьму (при наличии свободных камер, где из преступника сделают добропорядочного гражданина) или депортирует через ближайший пассажирский порт. За перевоспитание преступника в тюремной камере полагается бонус.

## Боевые действия
В отличие от других игр жанра RTS в этой игре напрямую управлять войсками невозможно. Возможности игрока очень ограничены и сводятся к найму/увольнению инопланетян, способных к ведению боевых действий, строительству или покупке охранных сказзеров, строительству охранных башен и смене приоритетов целей. Кликнув и удерживая кнопку на персонаже или объекте инфраструктуры можно задавать статус цели (обозначается в виде зёленой "мишени" над целью), кликая мышкой можно увеличивать или уменьшать приоритет цели, что отражается в изменении размера и яркости "мишени" над целью. Сказзеры охраны - единственный вид войск, перемещение которых может контролироваться игроком.
Чтобы напасть на соседа по станции, нужно сначала понизить статус дипломатических отношений с ним, потом при помощи охранного сказзера взломать перегородку, чтобы её открыть. Затем можно либо при помощи охранного сказзера захватить чужой отсек, либо при помощи своих войск разрушить все коллекторы энергии противника - в этом случае противник покидает станцию, а все его отсеки становятся "ничейными", после чего они элементарно захватываются вместе со всем имуществом, за исключением сказзеров - все сказеры противника при этом дружно взрываются!
Самый прочный - скрашер. Его очень трудно убить, но он не умеет стрелять и сражается только в ближнем бою. Следующий по опасности противник - саботёр. Он очень прочный и отлично умеет стрелять, чтобы его победить нужно не менее трёх касвагорианов. Касвагорианы - основа армии игрока. Они прочные, хорошо стреляют и умеют работать в системе охраны, которая увеличивает радиус действия охранных башен. Другие боеспособные расы - тарги, греи и гроулиены - примерно втрое слабее касвагорианов. Сказзер охраны - самый слабый и медленно передвигается, но только он умеет взламывать переборки.

## Отзывы в прессе
| Сводный рейтинг       | Сводный рейтинг       |
| Агрегатор             | Оценка                |
| --------------------- | --------------------- |
| GameRankings          | 84,54 %               |
| Metacritic            | 86 / 100 (14 обзоров) |
| MobyRank              | 86 / 100              |
| Иноязычные издания    |                       |
| Издание               | Оценка                |
| AllGame               | [ 5 ]                 |
| CVG                   | 7,6 / 10              |
| Eurogamer             | 9 / 10                |
| GameRevolution        | B+                    |
| GameSpot              | 8,3 / 10              |
| IGN                   | 9,0 / 10              |
| Русскоязычные издания |                       |
| Издание               | Оценка                |
| Absolute Games        | 80 %                  |
| «Домашний ПК»         | 89 / 100              |